# Gaddafa
Gaddafa (eller al-Gaddafa, Gaddadfa, Qaddadfa; arabisk: القذاذفـة) er en mindre arabisk eller arabiseret berbisk stamme fra Surt distriktet i det nordvestlige Libyen. Stammen er i dag mest koncentreret omkring byen Sabha. Stammen er mest kendt for deres rolle i 1969, hvor Kong Idris 1. af Libyen blev afsat ved et statskup, og som værende Muammer Gaddafis stamme. Under Muammer Gaddafis styre er adskillige medlemmer af hans stamme blevet indsat i ledende positioner i det libyske samfund.
Den 27. april 2011 offentliggjorde Bernard-Henri Lévy i Paris en erklæring fra ledere af og repræsentanter for 61 libyske stammer, herunder også Gaddafa-stammen, for et forenet, demokratisk Libyen uden Muammer Gaddafi. Levy bemærkede, at selv om der i nogle grupper er konflikter over emnet, så er den grundlæggende indstilling korrekt.